# Colegio Italiano Leonardo da Vinci
Das Colegio Italiano Leonardo da Vinci ist eine internationale Schule in Bogotá, Kolumbien. Sie wurde nach Leonardo da Vinci benannt.
Sie bietet Unterricht für Kinder zwischen 3 und 18 Jahren an.

## Geschichte
Die Schule wurde im Jahr 1958 auf Wunsch von italienischen Gemeinschaften für deren Kinder gegründet.

## Funktion
Die Schule bietet Unterricht in Spanisch und Italienisch. Man kann am Colegio sowohl einen anerkannten kolumbianischen als auch einen italienischen Abschluss erlangen.